# 倪福德
倪福德（1982年11月14日—），臺灣前旅美棒球選手，曾效力美國職棒大聯盟底特律老虎隊擔任中繼投手。

## 生平
中華職棒的球迷稱呼他為土地公，或福德正神，因為他的名字剛好是台灣土地公的正式名稱。也有球迷依照倪福德的名字發音，稱呼他為Need Food。

### 中華職棒
2007年加入中華職棒中信鯨，3月18日於花蓮棒球場面對職棒元老球隊兄弟象，在八局下接替朱尉銘投球，並拿下職棒生涯第一次中繼點。
2008年11月11日，中信鯨解散，美國底特律老虎派出球探，與倪福德商談合約。兄弟象在特別選秀會中選中倪福德，依中華職棒聯盟規則，兄弟象擁有倪福德優先簽約權。2009年1月13日，因底特律老虎向倪福德保證同意讓他直接挑戰該隊小聯盟3A，倪福德決定與底特律老虎隊簽下小聯盟合約，前往美國，沒有加入兄弟象。2014年12月17日，倪福德發表聲明，婉拒與中信兄弟簽約，得以於隔年再參與選秀。
2015年6月，參加中華職棒26年季中選秀，於第二輪第五順位才被義大犀牛指名，結果出乎意料。同年7月18日，義大犀牛為倪福德舉辦加盟記者會，領隊謝秉育和總教練葉君璋都出席，簽下2年半複數年合約，月薪估計在40萬以上，同時附帶激勵獎金與勝場獎金，正式重返中華職棒。

### 美國職棒
2009年球季，倪福德於底特律老虎隊的3A球隊托利多泥母雞出賽，擔任中繼投手。老虎隊球團還特地稱呼他為「台灣岡島」，希望倪福德能與紅襪隊的岡島秀樹一樣，以怪異投球姿勢在大聯盟投出一片天。
2009年6月28日，倪福德被叫上大聯盟，接替進入傷兵名單的納特·羅伯森。6月29日，底特律老虎對戰奧克蘭運動家，倪福德於美國職棒大聯盟初登板，中繼1又2/3局，送出三次三振，其中包含被轟一發全壘打失掉一分，首打席面對前紐約洋基強打者傑森·吉昂比，將他三振出局，賽後採訪說不知當時所面對的是這位明星球員。
2010年球季，春訓時教練為了增進控球對投球機制的腳部與出手姿勢做了調整，但開季後卻控球大亂，本季在MLB總計出賽22場，防禦率高達6.65，最後在7月被下放小聯盟3A，年底遭移出40人名單。
2012年5月，接受手肘韌帶置換手術。8月，底特律老虎隊將他釋出，倪福德留在美國亞歷桑納州進行自主訓練。
2013年，中華成棒代表隊公布東亞運球員名單，倪福德列名其中。但倪福德認為自己準備不及，8月15日婉拒參賽。12月，倪福德與洛杉磯道奇隊達成協議並簽訂小聯盟合約。2014年參與道奇隊大聯盟春訓。春訓結束後，倪福德遭洛杉磯道奇隊釋出。

### 澳洲職棒
經過一年的復健後，倪福德決定11月中挑戰澳洲職棒。為備戰明年賽季，加入阿德萊德鯊魚，成為陳敏賜的隊友，並入選年度澳洲職棒的明星賽且為世界隊出賽。2014年球季開始後，回到美國聯棒，在大西洋聯盟的Lancaster Barnstormers及Camden Riversharks出賽。

### 美國獨立聯盟
2015年1月，與大西洋聯盟的Camden Riversharks簽下合約。

## 經歷
- 高雄市苓雅區中正國小少棒隊
- 高雄市五福國中青少棒隊
- 屏東縣屏東高中青棒隊
- 國立嘉義大學（中國信託）棒球隊
- 中華職棒中信鯨隊代訓球員
- 中華職棒中信鯨隊（2007年－2008年）
- 美國職棒大聯盟底特律老虎（2009年－2012年）
- 澳洲棒球聯盟阿德萊德鯊魚（2013年）
- 美國職棒大聯盟洛杉磯道奇（2014年）
- 美國獨立聯盟Lancaster Barnstormers（英语：Lancaster Barnstormers）（2014年5月－7月）
- 美國獨立聯盟Camden Riversharks（英语：Camden Riversharks）（2014年7月10日～2015年6月1日）
- 中華職棒義大犀牛（2015年－2016年）
- 中華職棒富邦悍將（2017年－2020年）

## 特殊事蹟
- 2007年9月30日：於新莊棒球場面對職棒元老統一獅完投九局以三安打無三振無四死的成績投出生涯首場完投完封勝。
- 2008年8月20日：於北京奧運的比賽中上場對加拿大中繼五局並拿下勝投，因此讓中華成棒隊在北京奧運中排名第五。
- 2009年6月28日：被底特律老虎通知上大聯盟，他是繼陳金鋒、曹錦輝、王建民、郭泓志、胡金龍之後，第六位登上美國職棒大聯盟舞台的台灣球員，也是首位中華職棒成功轉戰美國職棒小聯盟的台灣球員。
- 2017年7月8日：於花蓮球場舉辦之中華職棒明星賽，九局上登板救援，以右手投球讓隊友高國麟擊出內野飛球出局。

## 職棒生涯成績

### 中華職棒
粗體字為該年全聯盟最佳或最高成績
| 年度 | 球隊     | 背號 | 出賽 | 先發 | 勝投 | 敗投 | 中繼 | 救援 | 完投 | 完封 | 四死 | 三振 | 責失 | 投球局數 | 自責分率 | 被上壘率 |
| ---- | -------- | ---- | ---- | ---- | ---- | ---- | ---- | ---- | ---- | ---- | ---- | ---- | ---- | -------- | -------- | -------- |
| 2007 | 中信鯨   | 36   | 44   | 14   | 7    | 12   | 7    | 4    | 1    | 1    | 42   | 125  | 48   | 122.1    | 3.53     | 1.19     |
| 2008 | 中信鯨   | 36   | 25   | 21   | 5    | 12   | 0    | 0    | 3    | 0    | 35   | 132  | 54   | 145.1    | 3.34     | 1.39     |
| 2015 | 義大犀牛 | 18   | 11   | 10   | 4    | 2    | 1    | 0    | 0    | 0    | 22   | 45   | 33   | 57.1     | 5.18     | 1.53     |
| 2016 | 義大犀牛 | 18   | 43   | 10   | 6    | 6    | 4    | 8    | 0    | 0    | 28   | 69   | 52   | 96.2     | 4.84     | 1.39     |
| 2017 | 富邦悍將 | 18   | 44   | 3    | 2    | 6    | 6    | 6    | 0    | 0    | 29   | 55   | 34   | 57.2     | 5.31     | 1.42     |
| 2018 | 富邦悍將 | 18   | 44   | 0    | 1    | 1    | 9    | 13   | 0    | 0    | 8    | 47   | 14   | 42.0     | 3.00     | 1.10     |
| 2019 | 富邦悍將 | 18   | 9    | 0    | 0    | 0    | 1    | 3    | 0    | 0    | 4    | 4    | 1    | 9.0      | 1.00     | 1.33     |
| 2020 | 富邦悍將 | 36   | 11   | 0    | 0    | 1    | 5    | 0    | 0    | 0    | 0    | 5    | 4    | 9.2      | 3.72     | 1.66     |
| 合計 | 8年      | －   | 231  | 58   | 25   | 40   | 33   | 34   | 4    | 1    | 168  | 482  | 240  | 540.0    | 4.00     | 1.34     |

### 美國職棒

#### 小聯盟與獨立聯盟
- 小聯盟投球局數181.1局，11勝5敗3.57自責分率
- 獨立聯盟投球局數123.0局，4勝7敗4.54自責分率

#### 大聯盟
| 年度 | 球隊       | 背號 | 出賽 | 先發 | 勝投 | 敗投 | 中繼 | 救援 | 完投 | 完封 | 四死 | 三振 | 責失 | 投球局數 | 自責分率 | 被上壘率 |
| ---- | ---------- | ---- | ---- | ---- | ---- | ---- | ---- | ---- | ---- | ---- | ---- | ---- | ---- | -------- | -------- | -------- |
| 2009 | 底特律老虎 | 59   | 36   | 0    | 0    | 0    | 3    | 0    | 0    | 0    | 14   | 21   | 9    | 31.0     | 2.61     | 1.00     |
| 2010 | 底特律老虎 | 59   | 22   | 0    | 0    | 1    | 1    | 0    | 0    | 0    | 25   | 22   | 17   | 23.0     | 6.65     | 2.00     |
| 合計 | 2年        | －   | 58   | 0    | 0    | 1    | 4    | 0    | 0    | 0    | 39   | 43   | 26   | 54.0     | 4.33     | 1.43     |

### 澳洲職棒
- 投球局數55.0局，3勝4敗2.78自責分率

## 外部連結
- 倪福德在美國職棒（英语）
- 倪福德在澳洲職棒（英语）
- 倪福德在中華職棒
- 倪福德在Baseball-Reference.com（大聯盟）（英语）
- 倪福德在Baseball-Reference.com（小聯盟以及海外聯盟）（英语）
- 倪福德在ESPN（MLB）（英语）
- 倪福德在FanGraphs.com（英语）
- 倪福德在The Baseball Cube（英语）
- 倪福德在Olympedia（英语）
- 倪福德的Facebook專頁
- 倪福德在台灣棒球維基館上的頁面（繁體中文）

| 獎項        | 獎項                  | 獎項          |
| ----------- | --------------------- | ------------- |
| 前任： 喬伊 | 中華職棒三振王 2008年 | 繼任： 正田樹 |